# カパーチ
カパーチ（イタリア語: Capaci）は、イタリア共和国シチリア自治州パレルモ県にある、人口約12,000人の基礎自治体（コムーネ）。

## 地理

### 位置・広がり
パレルモ県のコムーネ。県都パレルモから西北西へ12kmの距離にある。

#### 隣接コムーネ
隣接するコムーネは以下の通り。
- イーゾラ・デッレ・フェンミネ
- カリーニ
- トッレッタ

## 人物

### ゆかりの人物
- ジョヴァンニ・ファルコーネ - 判事。1992年、当地でマフィアに暗殺される（カパーチの虐殺（イタリア語版））。